# أوبيليا
فرو البحر (أو الأوبيليا) هو حيوان جوفمعوي بحري ثنائي الشكل، أي انه يتخذ شكلين مختلفين في دورة حياته : شكل هدري يعيش في مستعمرات جالسة من أفراد عدة شبيه بالهيدرا توجد مثبتة على الصخور والأعشاب المائية بالقرب من الشاطئ، والآخر شكل ميدوزي منفرد يسبح طليقا. وهو من جنس الـ أبابيات.

## فنجانيات
- هيدريات
- أوريليا
- هيدرا